# Nachal Chilazon
Nachal Chilazon (hebrejsky: נחל חילזון, doslova „Hlemýždí tok“, z arabského názvu vádí chalzún) je vádí v Izraeli, v Severním distriktu. Jeho délka je cca 34 kilometrů a plocha povodí 271 čtverečních kilometrů. Po většinu roku zde není trvalý průtok. Jde o jedno ze čtyř hlavních východozápadních údolí, která odvodňují Dolní Galileu.

## Průběh toku
Pramení v údolí Bik'at Sachnin severně od města Dejr Chana, na severních úbočích vysočiny Harej Jatvat. V této oblasti jsou četné beduínské osady. Míjí z jihu pahorek Har Chilazon, na němž stojí vesnice Lotem. Teče pak k západu a u vesnice Ešchar vstupuje do hluboce zaříznutého kaňonu. Zároveň se prudce stáčí k severu a pak obloukem opět míří k západu. Po jižní straně míjí město Karmi'el. V tomto úseku přijímá zprava některá další vádí, která odvodňují údolí Bejt ha-Kerem, zejména Nachal Šagor. Okolí vádí tu lemují staré olivové háje. U města Ša'ab hluboké údolí končí a Nachal Chilazon vstupuje do pobřežní planiny, konkrétně do severního okraje Zebulunského údolí. V tomto intenzivně zemědělsky využívaném regionu je jeho tok napřímen a sveden do umělého koryta. To pak ústí nedaleko vesnice Ejn ha-Mifrac (jen 2 kilometry od břehů Středozemního moře) do vodního toku Nachal Na'aman.
Horní tok vádí je silně znečištěn splašky z okolních arabských vesnic. V roce 2007 byla kvůli tomu iniciována petice na záchranu Nachal Chilazon. Střední tok včetně kaňonu je udržován a je součástí turisticky využívané cyklostezky.
V roce 2008 archeologové objevili na severním svahu údolí Nachal Chilazon lidské kosterní pozůstatky z doby před 12 000 lety. Jedním z pohřbených byla žena uložená do hrobu spolu se zvířaty. Podle archeologů mohlo jít o šamana. Místu, kde k nálezu došlo se proto začalo říkat Čarodějnická jeskyně.

## Přítoky
levostranné
- Nachal Chana
- Vádí al-Chasin
- Nachal Chanina
- Nachal Morsan
- Nachal Sachnin
- Nachal Avid
- Nachal Ne'iel
- Nachal Segev
- Nachal Kavul

pravostranné
- Nachal Cuf
- Nachal Šezor
- Nachal Šagor